# Zhang Xianghua
Zhang Xianghua (kinesiska: 張 香花), född den 10 maj 1968, är en kinesisk roddare.
Hon tog OS-brons i fyra utan styrman i samband med de olympiska roddtävlingarna 1988 i Seoul.